# Zeche Bochum

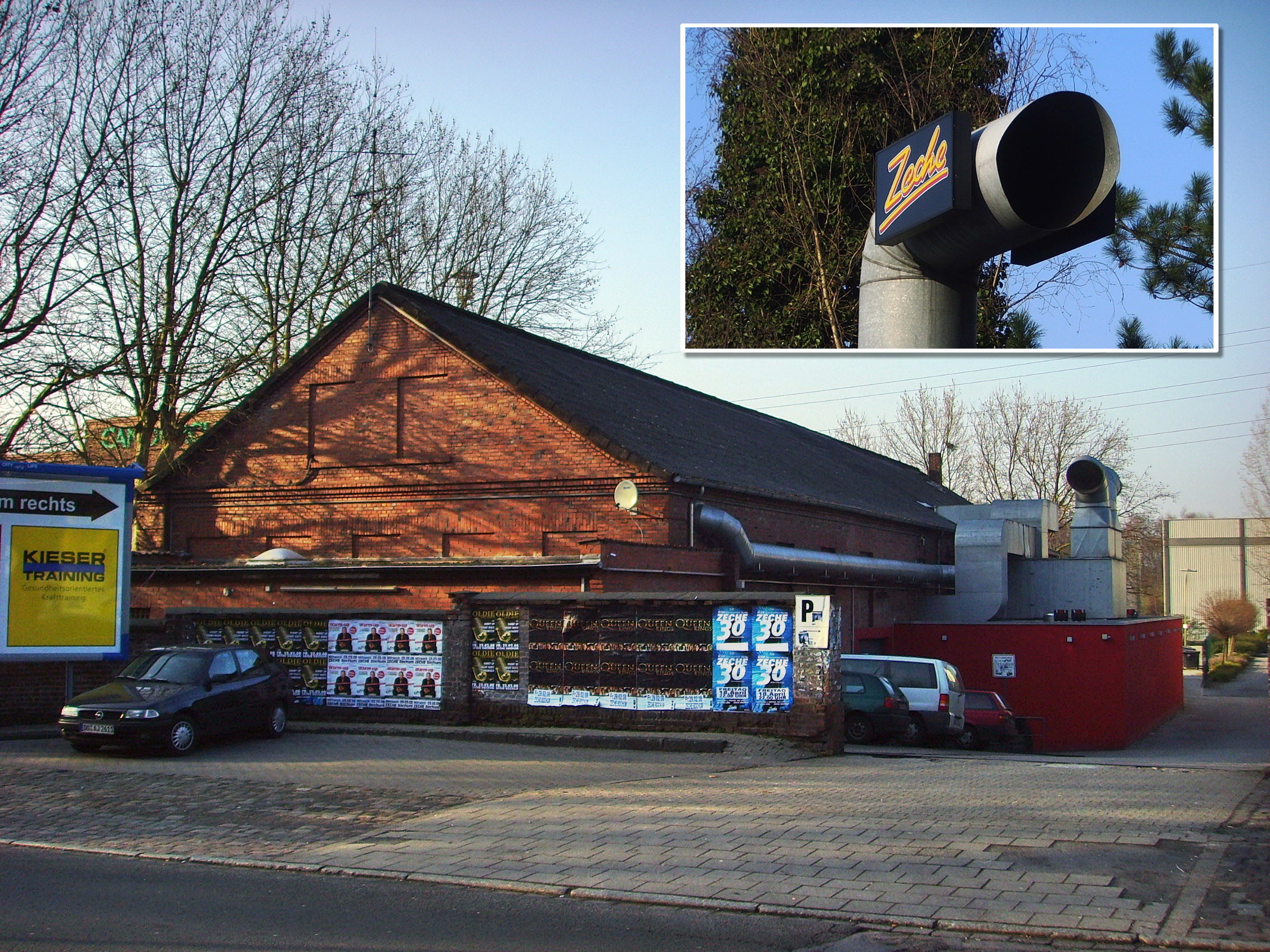
Außenansicht der Zeche Bochum mit Logo

Die Zeche Bochum ist ein Veranstaltungsmultiplex mit Diskothek in Bochum. Sie wurde im November 1981 eröffnet und war einer der Vorreiter für Konzepte der soziokulturellen Zentren. Ihre Räumlichkeiten mit Veranstaltungs-, Verzehr- und Tanzbereichen befinden sich in der ehemaligen Schlosserei der Zeche Prinz Regent im Bochumer Stadtteil Wiemelhausen.
Anfänglich wurden Veranstaltungen in der Zeche Bochum teilweise bei kultureller Anerkennung öffentlich mitgefördert, jedoch musste sie sich kommerziell von Beginn an selbst tragen. Die Musikrichtung war zunächst dem Underground der Punk und Pop&Wave Bewegung verpflichtet; später verlegte man sich auf Rock, Metal, Pop, Blues und Mainstream. Die Zeche Bochum war von Anfang an regelmäßiger Veranstaltungsort für Konzerte. Künstler wie Tina Turner, Depeche Mode, REM, Herbert Grönemeyer, Rammstein, Volbeat, Mark Foster, Die Ärzte, Die Toten Hosen oder Revolverheld spielten schon in dieser Kultlocation. Mittlerweile sind es weit über 4.500 Konzerte, die in der Zeche Bochum veranstaltet wurden.
Zum Interieur zählen neben der großen Veranstaltungshalle mit Empore eine kleine Halle, ein Restaurant, ein Biergarten und eine Cocktailbar.
Zusätzlich zu den regelmäßigen Konzerten finden freitags und samstags Diskoveranstaltungen unterschiedlicher Ausrichtung statt.
2015 gewann die Zeche Bochum den "Live Entertainment Award" als bester Club des Jahres 2014.